# Cantonul Méru
Cantonul Méru este un canton din arondismentul Beauvais, departamentul Oise, regiunea Picardia, Franța.

## Comune
- Amblainville
- Andeville
- Anserville
- Bornel
- Chavençon
- Corbeil-Cerf
- Esches
- Fosseuse
- Fresneaux-Montchevreuil
- Hénonville
- Ivry-le-Temple
- Lormaison
- Méru (reședință)
- Montherlant
- Monts
- Neuville-Bosc
- Pouilly
- Ressons-l'Abbaye
- Saint-Crépin-Ibouvillers
- Villeneuve-les-Sablons